# 朱幼㙾
瀋莊王朱幼㙾（1431年4月2日—1516年8月13日），明朝第三代瀋王，瀋康王朱佶焞的嫡第二子，母妃韓氏。

## 生平
宣德六年二月二十二日（1431年4月2日）出生。正統八年（1443年），獲賜名幼㙾。正統十二年八月初一日（1447年9月10日），明英宗遣使前往山西潞州冊封朱幼㙾。正統十三年正月二十九日（1448年3月4日），朱幼㙾接受冊命，封瀋世子。
天順元年（1457年），瀋康王朱佶焞去世。天順三年（1459年），朱幼㙾襲封瀋王。正德十一年七月十六日（1516年8月13日），朱幼㙾去世，享年八十六歲，在位五十八年，諡號莊。兩年後，其庶長子瀋世子朱詮鉦嗣位。

## 家庭

### 妻
- 趙氏（－1496年），東城兵馬指揮趙智次女，正統十三年（1448年）封瀋世子妃，天順三年（1459年）封瀋王妃，生廣武郡主。

### 妾
- 高氏，封瀋王夫人，追封次妃，生朱詮鉦、朱詮鏗、富川郡主、安東郡主。
- 胡氏（－1520年）[5]，封瀋王夫人，生朱詮鉌、朱詮鏅。
- 周氏，封瀋王夫人，生朱詮鏋。
- 鄭氏，封瀋王夫人，生朱詮鑨。
- 王氏，封瀋王夫人，生永和郡主。
- 陳氏，封瀋王夫人，生朱詮𨭖。

### 子
- 庶第一子：西陽王→瀋世子→瀋恭王朱詮鉦
- 庶第二子：靈川榮懿王→瀋安王（追封）朱詮鉌
- 庶第三子：宜山康僖王朱詮鏋
- 庶第四子：宿遷榮簡王朱詮鏅
- 庶第五子：吳江昭和王朱詮鏗
- 庶第六子：定陶恭靖王朱詮鑨
- 庶第七子：雲和王朱詮𨭖

### 女
- 嫡第一女：廣武郡主，儀賓張澄
- 庶第二女：富川郡主，儀賓劉本洪
- 庶第三女：安東郡主，儀賓程賢
- 庶第四女：永和郡主，儀賓宋旻[2]

## 墓葬
正德十二年四月十六日（1517年5月6日），朱幼㙾祔葬於祖塋之側（在今山西省长治市上党区北呈乡西坟村）。壙誌在1970年代出土，現藏於上党区文博館。

　大明瀋莊王壙誌文

　王諱幼㙾，

太祖高皇帝之曾孫，

　瀋簡王之孫，

　康王之子。母韓氏。兄弟七人。宣德六年二月二十二日生。正統十三年正月二

　　十九日，封世子。天順三年七月二十一日，襲封瀋王。正德十一年七月十六

　　日，以疾薨，享年八十六歲。妃趙氏，東城兵馬指揮迺潞世家趙智次女，先王

　　二十年薨。夫人高氏、胡氏、周氏、鄭氏、王氏、陳氏，亦皆潞之右族女也。子七人：

　　長詮鉦，封世子，妃栗氏，繼妃宋氏；次詮鉌，封靈川王，妃郭氏，繼配李氏，先王

　　八年卒；次銓鏋，封宜山王，妃楊氏；次銓鏅，封宿遷王，妃晉氏，繼配王氏；次銓

　　鏗，封吳江王，妃秦氏，繼妃劉氏，先王五年卒；次銓鑨，封定陶王，妃賈氏；次銓

　　𨭖，封雲和王，未配。女四人：長封廣武郡主，下嫁儀賔張澄，先王十五年卒；次

　　封富川郡主，下嫁儀賔劉本洪；次封安東郡主，下嫁儀賔程賢；次封永和郡

　　主，下嫁儀賔宋旻。廣武郡主，趙妃出；世子、吴江王、富川、安東郡主，高氏出；靈

　　川王、宿遷王，胡氏出；宜山王，周氏出；定陶王，鄭氏出；永和郡主，王氏出；雲和

　　王，陳氏出。孫男九人：長勛𣴣，封鎮國將軍，夫人郗氏；次勛潪，襲封靈川王，妃

　　閻氏；次勛澻，封鎮國將軍，夫人王氏；次勛澈，封鎮國將軍，夫人馮氏；次勛澤，

　　封長子，夫人何氏；次勛沽，未封；餘皆未名。孫女十五人：長封安化縣主，下嫁

　　儀賔栗琨；次封臨汾縣主，下嫁儀賔李汝佑；次封陽城縣主，下嫁儀賔路臣；

　　次封奉化縣主，下嫁儀賔趙儀；餘皆未封。曾孫男三人，曾孫女六人，俱幼，未

　　名未封。

上聞訃，輟视朝者三日，特遣長寧伯周瑭、行人唐符諭祭，仍命所司治喪葬如制。

慈聖康壽太皇太后、

慈壽皇太后及在京文武衙門皆致祭焉。

賜謚曰莊。以正德十二年四月十六日，附葬於祖塋之側。嗚呼！

　王以宗室至親，享有大國，属尊望重，令譽有光。自迩年以来，

　朝廷之上，每遇

萬壽聖節及元旦冬至節，禮官行禮，宣讀藩國表文，俱以王名為稱賀之首。今年

　　逾八十有六歲，於洪範所謂五福，庶幾其備矣。爰述梗㮣，納諸幽壙，用垂不

　　朽云。

　　正德十二年歲次丁丑夏四月十六日辛酉誌。

### 書目
- 《明史》

### 出處
1. 1 2  《明英宗實錄》卷108
2. 1 2 3 4 5  《大明瀋莊王壙誌文》，《三晋石刻大全·长治市长治县卷》，三晋出版社，2012年，第82-83页。
3. ↑  《明英宗實錄》卷157
4. ↑  《明英宗實錄》卷282
5. ↑  《大明故瀋莊王夫人胡氏墓誌銘》，《三晋石刻大全·长治市长治县卷》，三晋出版社，2012年，第84-85页。

| 前任者： 父康王朱佶焞 | 明瀋國國王 1459年－1516年 | 繼任： 子恭王朱詮鉦 |